# الكافور الصالح
الكافور الصالح (بالإنجليزية: Eucalyptus salubris)، ويُعرف أيضًا بأسماء مثل جيمليت (Gimlet)، والكافور المخدد، وكافور القمة الفضية، هو نوع من أنواع أشجار الماليت، وهو نبات خشبي موطنه الأصلي المناطق الجافة من إقليم "حزام القمح" وحقول الذهب في أستراليا الغربية.

## الوصف النباتي
تنمو الشجرة على شكل ماليت، أي أنها لا تُكوّن جذعًا تحت الأرض (lignotuber)، ويمكن أن يصل ارتفاعها إلى نحو 10 أمتار. تتميز بلحاء أملس مائل إلى اللون البني-الرمادي، وبجذع مخدد (fluted) مميز يعطيها مظهرًا فريدًا بين أنواع اليوكالبتوس. أما الأوراق، فهي خضراء لامعة وضيقة الشكل، وتخرج من سيقان حمراء أو مائلة إلى الأرجواني.
تُنتج الشجرة أزهارًا بيضاء تظهر عادةً بين شهري يناير وأبريل. والثمرة عبارة عن كبسولة خشبية تتخذ شكل الجرس.

## الموطن والانتشار
تُعد الكافور الصالح نوعًا مستوطنًا في أستراليا الغربية، وتنتشر في البيئات الجافة ذات الأمطار القليلة، خصوصًا في مناطق الحقول الذهبية ومزارع القمح. وغالبًا ما تُلاحظ في الأراضي المسطحة أو التلال المنخفضة، وتنمو في تربة طينية أو رملية.

## الاستخدامات
يُستخدم خشب الكافور الصالح في صناعة الأعمدة والسكك الحديدية وبعض الصناعات الخشبية، نظرًا لكثافته العالية ومقاومته الطبيعية للتسوس. كما تُزرع أحيانًا لأغراض بيئية مثل تثبيت التربة في المناطق القاحلة.

## الحماية والتصنيف
لا يُصنّف هذا النوع حاليًا ضمن الأنواع المهددة، ويُعتبر من الأنواع النباتية المستقرة في نطاق انتشاره.